# Charlie Scene
Джордан Крістофер Террелл (англ. Jordon Kristopher Terrell), найбільш відомий під своїм сценічним псевдонімом Charlie Scene — учасник репкор-групи Hollywood Undead і кавер-групи Han Cholo. Раніше був солістом гаражної рок-групи Upright Radio, яка записала два треки. У Hollywood Undead виступає з моменту утворення групи, виконуючи свій уривок в багатьох піснях і граючи на гітарі. За його словами, Charlie Scene — це перше, що спало на думку, коли учасники групи вибирали псевдоніми. У пісні «Everywhere I Go» він виконує всі три куплети, будучи також співрежисером цього кліпу. Також він виконує всі куплети в пісні «Kill Everyone».

## Маска
На концертах, зйомках і фотосесіях Charlie Scene носить бандану. Спочатку Charlie Scene носив на голові паперовий пакет з ресторану Del Taco. В інтерв'ю журналу Loudwire він прокоментував свою «маску»:
… Я носив паперовий пакет Del Taco на голові, а всі інші учасники — маски, які вони могли з легкістю зняти і знову надіти, але я все одно носив пакет, і мені це подобалося, це було круто, я був іншим. … Я хотів виділятися, і ось одного разу група сказала мені: «Чувак, ти ж не можеш весь час носити пакет з Del Taco», і тоді я вирішив носити бандану, адже вона навіть простіше в обігу, ніж їх тупі маски.
Оригінальний текст (англ.)
... I use to rock the Del Taco bag and everyone else who wore these masks that they could easily take off and put back on and I had this annoying taco bag and I liked it, it was cool, it was different. ... I wanted to have something different so I did that for a while and then finally the band said, ‘Dude, you can’t wear that Del Taco bag,” so then I thought alright I’m gonna wear a bandana so it’s even easier than a stupid ass mask that you guys are wearing.
Цікавий факт, що на концертах і турне, Charlie Scene носить пістолет «Глок». Цим він поділився в інтерв'ю журналу Loudwire:
…А ще пістолет. Так, я завжди ношу маленький глок і ще якусь погань в моїх ковбойських чоботях. Думаю, якби у мене не було з собою глока на гастролях, то сталося б багато неприємних, болючих ситуацій.
Оригінальний текст (англ.)
...A glock, too. I carry a little glock and stuff it in my cowboys boots, if I didn't have that I wouldn't have gotten myself out of a lot of sick situations on tour.